# انجمن سلطنتی رز انگلستان
انجمن سلطنتی رز انگلستان (به انگلیسی: The Royal National Rose Society) به‌طور مخفف RNRS نامیده می‌شود، نام یک مرکز تحقیقاتی و مسابقات معروف رز است که از سال ۱۸۷۶ در سنت آلبنز در بریتانیا برای کمک به توسعه پرورش رزها تأسیس شد و در سال ۱۹۱۰ لقب رویال را از ملکه انگلستان دریافت کرد. احتمالاً این انجمن دارای جامع‌ترین کتابخانه رز جهان است و قدمت برخی از کتاب‌های آن به ۱۹۰۰ میلادی برمی‌گردد. این انجمن یک فصلنامه به نام گل سرخ نیز منتشر می‌کند و اعضای آن را باغبانان حرفه‌ای، غیر حرفه‌ای و دست اندرکاران صنعت کشت رز در انگلستان و در سراسر جهان تشکیل می‌دهند. از طرف این انجمن هر ساله مدال‌هایی را برای رزهای سال اهدا می‌شود.
- مدال آبی بالاترین جایزه است و به رزی اهدا می‌شود که هم برای اولین بار معرفی شود و هم مدال طلا را دریافت بکند.
- مدال طلا، سرخ، نقره‌ای رده‌های بعدی هستند.
- مدال سبز به رزی اهدا می‌شود که بهترین و برجسته‌ترین عطر و بو را داشته باشد.